# Hans Heinrich Schuller
Hans Heinrich Schuller (Den Haag, 21 april 1908 – 27 juli 1994) was een Nederlands politicus van de ARP.
Hij werd geboren als zoon van de predikant J.C. Schuller (1871-1931) en ging zelf na de hbs Indisch Recht studeren aan de Rijksuniversiteit Leiden. Nadat hij daar in 1935 was afgestudeerd werd hij in juni 1936 benoemd tot burgemeester van Sint-Maartensdijk. Daarnaast was hij vanaf mei 1946 burgemeester van Scherpenisse. In juni 1948 volgde zijn benoeming tot burgemeester van de Utrechtse gemeente Maartensdijk wat Schuller tot zijn pensionering in mei 1973 zou blijven. Midden 1994 overleed hij op 86-jarige leeftijd.